# Kenkerehalli, Arsikere
Kenkerehalli là một làng thuộc tehsil Arsikere, huyện Hassan, bang Karnataka, Ấn Độ.